# Nabonswindé
Nabonswindé est une commune rurale située dans le département de Yé de la province du Nayala dans la région de la Boucle du Mouhoun au Burkina Faso.

## Santé et éducation
La commune accueille un centre de santé et de promotion sociale (CSPS).